# Tusen och en natt (musikalbum)
Tusen och en natt är ett studioalbum från 1999 av det svenska dansbandet Wizex. Albumet innehöll Charlotte Nilssons hitlåt "Tusen och en natt", dels på svenska men också på engelska som "Take Me to Your Heaven". Albumet sålde 235 000 exemplar. Albumet placerade sig som högst på 16:e plats på den svenska albumlistan.

## Låtlista
1. Tusen och en natt
2. Blå, blå är kärleken
3. Ett brev du aldrig får
4. En del av mig
5. Ingenting är bättre
6. Rena rama vilda västern
7. Hem genom stan
8. Vem följer med vem
9. Var är du nu?
10. Mer än hela dig
11. Om du var min
12. Gör min himmel blå
13. Macherita
14. Min morgon efter regn
15. Take Me to Your Heaven (Tusen och en natt)

## Listplaceringar
| Lista (1999) | Topplacering |
| ------------ | ------------ |
| Sverige      | 16           |

### Fotnoter
1. ↑  Tusen och en natt på Svensk mediedatabas
2. ↑  ”Danswebb”. Arkiverad från originalet den 25 maj 2012. http://archive.is/2012.05.25-114739/http://www.dans-web.nu/skivor/index.php?pid=view&ref_cd=98. Läst 9 juni 2011.
3. ↑  ”Listplacering”. http://hitparad.se/showitem.asp?key=18083&cat=a. Läst 22 april 2011.